# Yōko Takahagi
Yōko Takahagi (jap. 高萩 陽子, Takahagi Yōko; * 17. April 1969) ist eine ehemalige japanische Fußballspielerin.

## Karriere

### Verein
Takahagi spielte in der Jugend für die Gakugei-Universität Tokio. Sie begann ihre Karriere bei Shinko Seiko FC Clair.

### Nationalmannschaft
Im Jahr 1986 debütierte Takahagi für die japanischen Nationalmannschaft. Sie wurde in den Kader der Weltmeisterschaft der Frauen 1991 berufen. Insgesamt bestritt sie 31 Länderspiele für Japan.